# Patrick Streiff

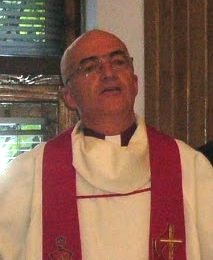
Patrick Streiff

Patrick Streiff, född 1956, är en schweizisk teolog och präst. Sedan maj 2006 är Streiff biskop för Metodistkyrkan i 14 länder i Mellan- och Sydeuropa samt Nordafrika. Han efterträdde biskop Heinrich Bolleter.